# Bredabus 2001
Il Bredabus 2001 è stato un modello di autobus italiano prodotto tra il 1988 e il 1994 da Bredabus (poi BredaMenarinibus).

## Storia
Il Bredabus 2001 vede la luce nel 1988, nell'ambito del nuovo consorzio Bredabus (erede della disciolta Inbus), per sostituire l'anziano U210 sviluppato nella seconda metà degli anni '70. Il telaio viene sempre fornito dalla Sicca; come per i predecessori, si rivelerà di eccessiva rigidezza, elemento che con il tempo procurerà a queste macchine una cattiva fama.
Il motore montato è il FIAT 8460.21 erogante 210 cavalli, che equipaggia il contemporaneo Iveco Turbocity. Rispetto a quest'ultimo, il Bredabus 2001 si caratterizza per una carrozzeria di concezione moderna disegnata da Pininfarina, realizzata in lega leggera (2001LL) oppure in semplice acciaio (2001AC).
Ne è stata inoltre realizzata una versione suburbana (Bredabus 3001) oltre che una versione filoviaria (Bredabus 4001); quest'ultima con equipaggiature elettriche AEG, TIBB oppure ABB.

## Versioni

### Bredabus 2001
- Lunghezza: 10.5, 12 metri
- Alimentazione: Gasolio
- Allestimento: Urbano
- Carrozzeria: Alluminio (LL), Acciaio (AC)

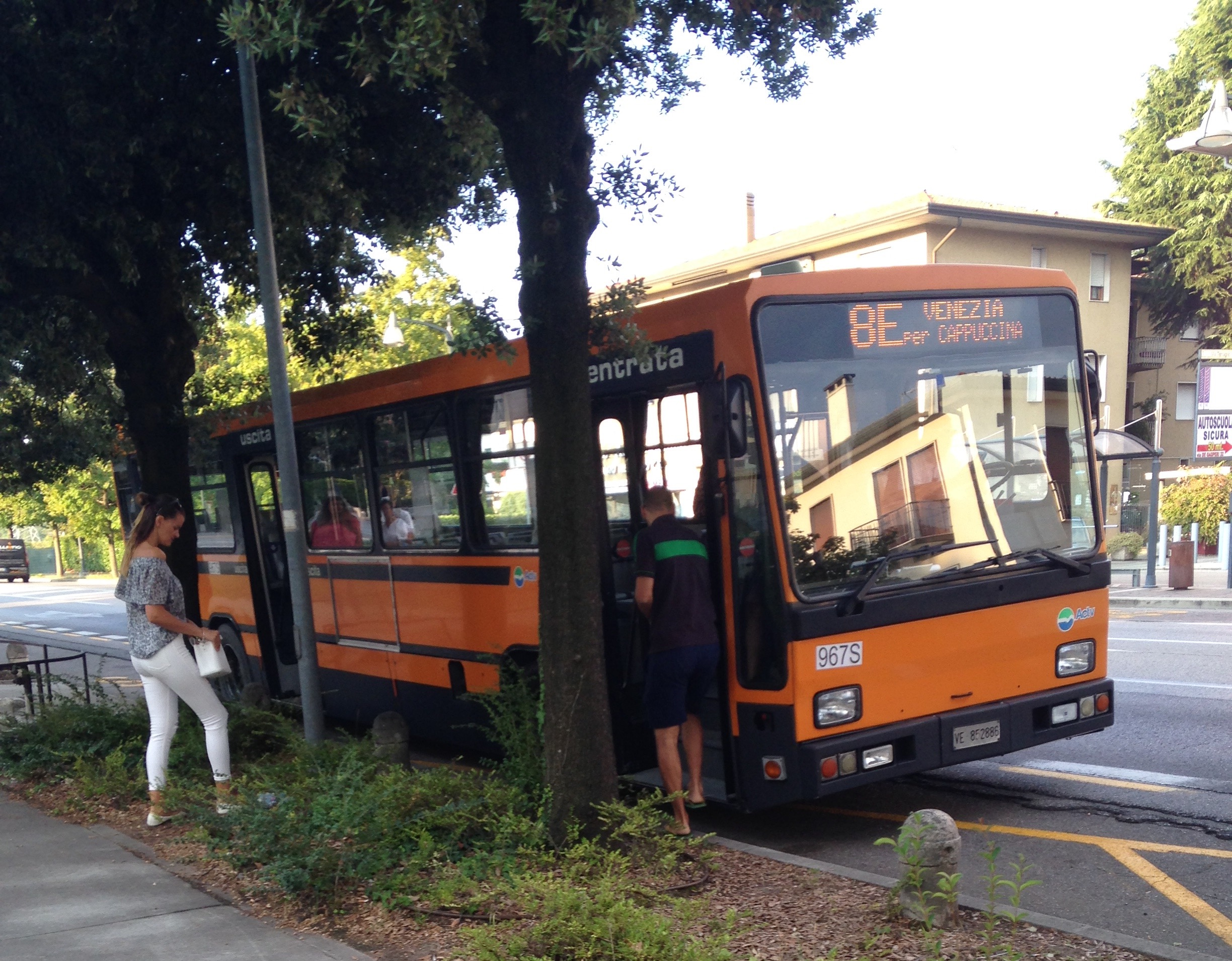
Bredabus 3001.10.5LL in servizio sulla linea 8E interurbana dell'ACTV che collega Preganziol a Venezia

### Bredabus 3001
- Lunghezza: 10.5, 12 metri
- Alimentazione: Gasolio
- Allestimento: Suburbano
- Carrozzeria: Alluminio (LL), Acciaio (AC)

Sono stati prodotti anche alcuni esemplari di Bredabus 2001 (sia da 10.5
che da 12 metri) utilizzando il telaio del Menarini

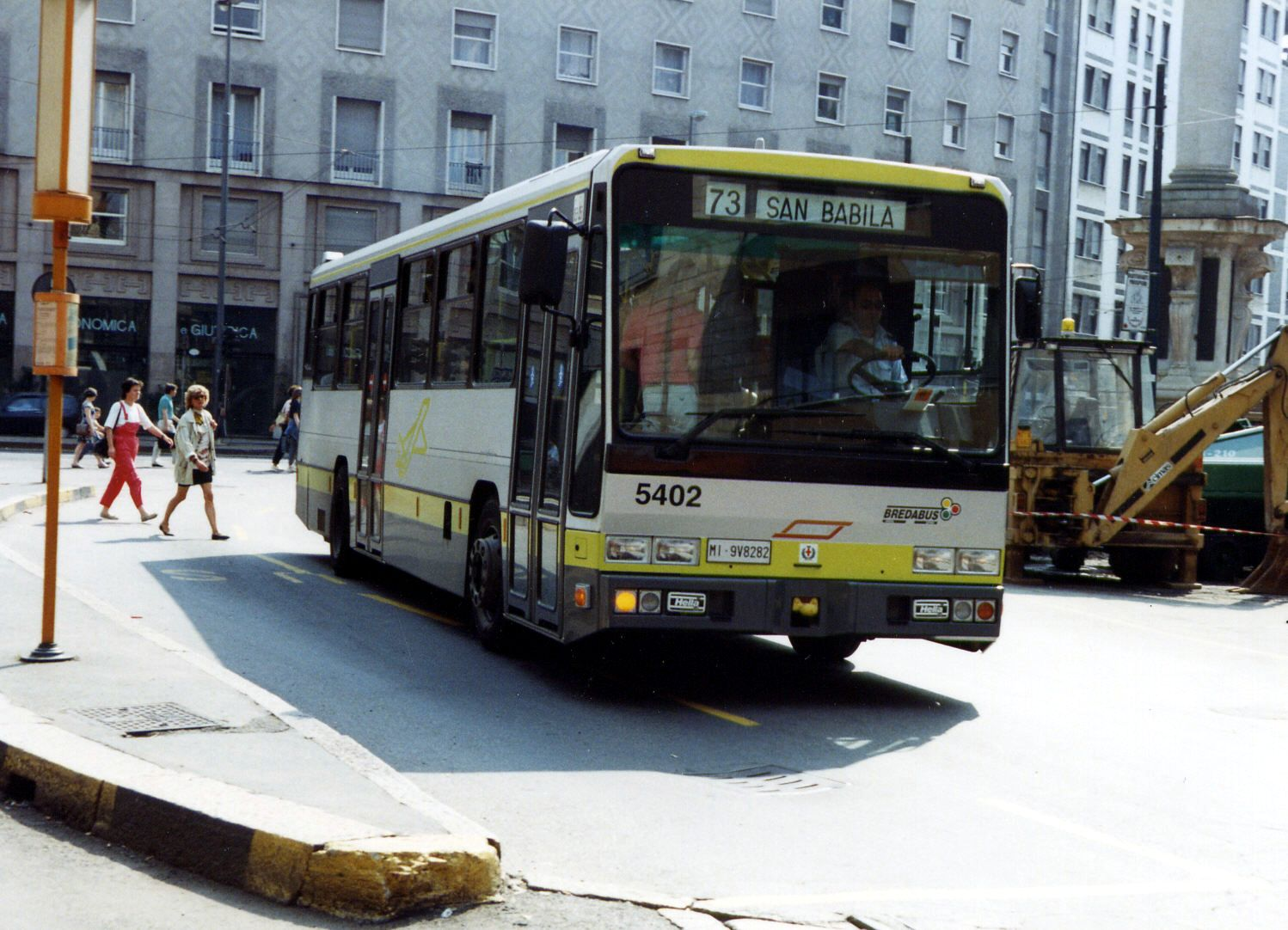
Bredabus 3001.12LL in servizio sulla linea 73 di ATM Milano

220 in luogo del già citato Sicca.

## Diffusione
Sebbene al tempo abbastanza rivoluzionario, il Bredabus 2001 non ebbe una grande diffusione. Discreti quantitativi vennero acquistati da AMT (Genova), ATM (Milano), TEP (Parma), ATAC (Roma), ATAN (Napoli) e AMTAB (Bari).
Quantitativi minori hanno prestato servizio presso Copit (Pistoia), ATAF (Firenze), ASF (Como), CSTP (Salerno) e Gaspari bus (Giulianova), mentre la versione costruita su telaio Menarini è stata acquistata da ATAM (Arezzo), ACAPT (Manfredonia), AMT Extra, Lamezia Multiservizi (Lamezia Terme) e AMAT (Palermo) ed anche poche vetture hanno prestato servizio presso Cotral (Lazio).
Dismessi dal servizio, alcuni esemplari sono stati salvati dalla demolizione da Storicbus - Museo dell'Autobus Italiano, dove hanno una nuova vita operativa come veicoli di interesse storico.